# Suomusjärvicultuur
De Suomusjärvicultuur was de oudste archeologische cultuur van Finland na de laatste ijstijd. De cultuur was geconcentreerd op het grondgebied van de moderne provincies Zuidwest-Finland en Uusimaa aan de zuidkust van Finland, maar vondsten gerelateerd aan deze cultuur werden langs de hele kust van de Golf van Finland gevonden. De cultuur werd vernoemd naar de kaap Suomusjärvi, waar de eerste sites van deze cultuur werden gevonden.
De mesolithische periode in Finland duurde van ca. 8.700 tot 5.100 v.Chr. De kolonisten arriveerden in Finland van het huidige Russische grondgebied of via de, toen veel kleinere, Oostzee. De cultuur was gebaseerd op jagen, vissen en verzamelen van planten, paddenstoelen en bessen. Herten, bevers en zeehonden waren de meest gewilde prooidieren. De hond was het enige bekende huisdier van de eerste kolonisten in Finland. De nederzettingen bevonden zich aan de kusten, die aanzienlijk hoger waren dan nu. In de loop der seizoenen trok men naar de plaatsen waar de prooi het gemakkelijkst te bejagen was. Schattingen van de populatiegrootte in Finland in de mesolitische periode variëren van duizenden tot tienduizenden.
Materiële objecten van de mesolithische periode omvatten breedbladige speerpunten van leisteen, eenvoudige stenen bijlen, bijlen met heftgaten en microlieten van kwarts. Artefacten uit hout en bot zijn slechts zelden behouden gebleven. Uit deze periode zijn slechts weinig woningen en graven gevonden. Sommige vondsten van deze cultuur werden in verband gebracht met de Kundacultuur in Estland, Letland en Noordwest-Rusland.